# Mateusz Mak
Mateusz Mak (Sucha Beskidzka, 14 novembre 1991) è un calciatore polacco, centrocampista del GKS Katowice.

## Biografia
È il fratello gemello di Michał Mak, anch'egli calciatore.

## Capacità tecniche
È un esterno di centrocampo destro, capace di giocare anche sulla fascia sinistra. Vista la sua duttilità, in passato ha ricoperto anche altri ruoli come quello di terzino, di trequartista o addirittura di seconda punta.

## Palmarès

### Club

#### Competizioni nazionali
- Campionato polacco: 1

Piast Gliwice: 2018-2019